# Aphis ochropus
Aphis ochropus är en insektsart som beskrevs av Koch 1854. Aphis ochropus ingår i släktet Aphis och familjen långrörsbladlöss. Inga underarter finns listade i Catalogue of Life.